# Nussloch
Nussloch est une commune allemande située dans le Bade-Wurtemberg, dans l'arrondissement de Rhin-Neckar. Nussloch est située à environ 10 km au sud de Heidelberg.

## Géographie
La commune appartient à la région métropolitaine Rhin-Neckar et s'étend entre 105 et 317 mètres d'altitude. Elle fait partie de quatre espaces naturels différents et offre un paysage varié. Le Nußloch historique, est situé sur les contreforts sud de la Bergstrasse qui juxte des quartiers d'habitation, de commerces et de loisirs au sud créées dans les années 1990, sur les anciens marécages (Lichtenau) de la plaine du nord du Rhin supérieur. Au nord il y a les contreforts du Kleiner Odenwald, au sud-est celui du nord du Kraichgau. Le Leimbach coule à l'ouest de Nussloch. À l'époque préindustrielle, deux moulins utilisaient sa force hydraulique. À peu près parallèlement à son cours, qui a été modifié à plusieurs reprises par les hommes, la montée vers les contreforts tertiaires du Kraichgau s'élève à l'est. L'ensemble de la zone ressemble à une terrasse (anciens vignobles) et porte les zones d'habitations de Markgrafenstraße, Panoramastraße et Rheinblick (principalement des bâtiments résidentiels) qui ont été créés après la Seconde Guerre mondiale. Après la zone des contreforts, suit la montée abrupte boisée de la faille principale, qui s'abaisse vers le sud. Il y a du calcaire coquillier de bonne qualité ici. Au nord de la commune, l'ascension abrupte avec ses forêts de feuillus (principalement de hêtres) est précédée d'une étroite bande de loess post-glaciaire plus jeune. Il y a du grès bigarré en dessous.

## Structure communautaire
La communauté de Nußloch comprend la localité Maisbach, avec le domaine Neurott et les maisons Erzwäsch et Fischweiher (aujourd'hui: ferme de fromages de chèvre de Nußloch). Dans la municipalité, il y a des restes du village abandonné des Grisons mentionné en 867.

## Économie et infrastructure
La Winter Holding GmbH & Co. KG est située à Nussloch, plusieurs entreprises de mode telles que Betty Barclay y sont rattachées, elle emploie environ 900 personnes dans le monde. Leica Biosystems, filiale de Leica Microsystems, emploie environ 320 personnes à Nussloch. L'entreprise fabrique des instruments de précision.

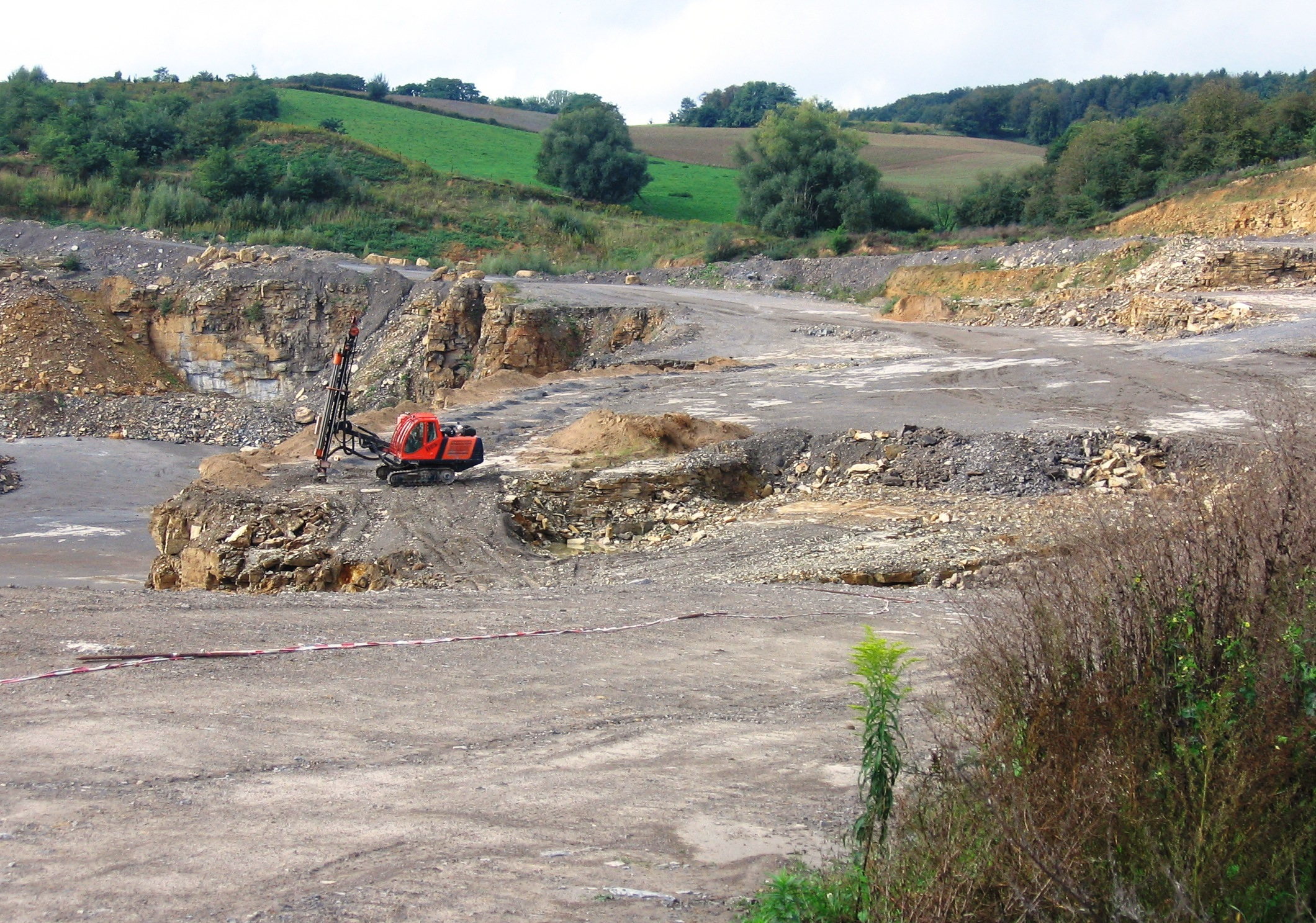
Carrière de calcaire chez Nussloch

Dans la ville voisine de Leimen, il y a une cimenterie exploitée par HeidelbergCement, qui reçoit la matière première de la carrière de calcaire coquillier à Nussloch. L'extraction du calcaire à Nussloch a commencé en 1899. Après avoir été concassée, la pierre à chaux cassée est transportée à Leimen à l'aide d'un téléphérique d'environ cinq kilomètres. La très ancienne installation (construite en 1918) s'est avérée être un moyen de transport très respectueux de l'environnement. Avant la construction du téléphérique, le calcaire était transporté sur deux trains de marchandises qui circulaient régulièrement sur les voies du tramway de Heidelberg (ligne : Heidelberg-Wiesloch). Dans la carrière elle-même, la roche brisée est amenée au poste de chargement du téléphérique via des bandes transporteuses.

## Jumelages
Nußloch est jumelée avec :
- Andernos-les-Bains (France) depuis 1977, située près du Bassin d'Arcachon ;
- Segorbe (Espagne) depuis 2001, proche de Valence ;
- Nagyatád (Hongrie) depuis 2000, au sud-ouest du pays.